# Tempestade tropical Ignacio (1997)

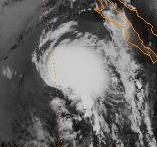

A Tempestade tropical Ignacio foi um fraco ciclone tropical que percorreu o Oceano Pacífico em agosto de 1997. Foi o 12º ciclone tropical e o nona tempestade nomeado da Temporada de furacões no Pacífico de 1997. Ignacio formou-se a oeste do México a partir de uma perturbação meteorológica incorporada dentro de um sistema mais amplo. Foi classificado como depressão tropical em 17 de agosto, e embora tenha de intensificado rapidamente para tempestade tropical, as condições ambientais desfavoráveis começaram a enfraquece-lo, assim que o ciclone se mudou para o norte. Em 19 de agosto, Ignacio sofreu a transição para ciclone extratropical a medida em que se aproximava da Califórnia, onde seus restos produziram chuvas sem precedentes para o mês de agosto, numerosos acidentes de trânsito, e 78 mil cortes de energia.